# キュメネゴルド・ニュースロット県

キュメネゴルド・ニュースロット県
Kymmenegårds och Nyslotts län
Savonlinnan ja Kymenkartanon lääni
1721年のフィンランドの県 (州)分割
(19がキュメネゴルド・ニュースロット県)

キュメネゴルド・ニュースロット県、キュメネゴルド及びニュースロット県 (キュメネゴルド・ニュースロットけん、キュメネゴルドおよびニュースロットけん、スウェーデン語: Kymmenegårds och Nyslotts län、フィンランド語: Savonlinnan ja Kymenkartanon lääni)は、かつて存在したスウェーデン統治下のフィンランドの県。1721年から1747年まで存在した。フィンランド語では、サヴォンリンナ・キュメンカルタノ州、サヴォンリンナ及びキュメンカルタノ州と呼ばれる。
大北方戦争後の1721年に、ニスタット条約によってヴィボリ・ニュースロット県南部とケックスホルム県はロシア帝国に割譲された。割譲後、スウェーデン領として残された領土を県域としてキュメネゴルド・ニュースロット県が設立された。ハット党戦争が1743年に終結し、オーボ条約によって県庁所在地のヴィルマンストランドを含む県の南部がロシア帝国に割譲される。この割譲によって、県庁所在地が失われたキュメネゴルド・ニュースロット県はサヴォラックス・キュメネゴルド県に再編された。この再編について、ニューランド・タヴァステフス県から一部がサヴォラックス・キュメネゴルド県に移管されている。

## 州域の変遷

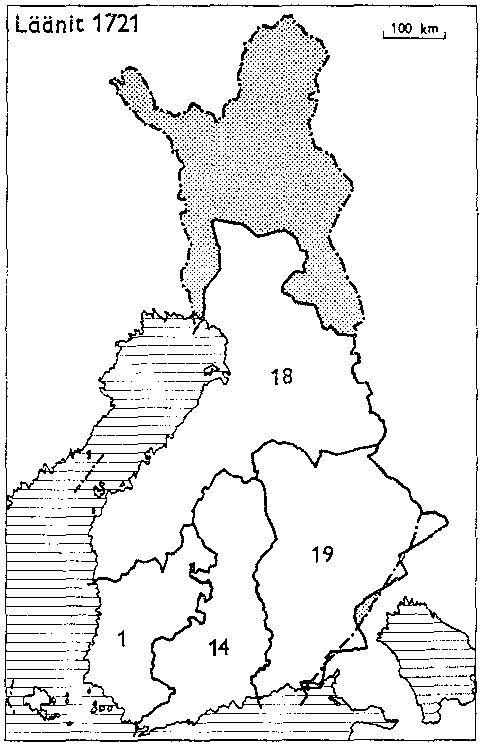
1721年のフィンランドの州 (県): 1: トゥルク・ポリ州, 14: ウーシマー・ハメ州, 18: ポフヤンマー州, 19: サヴォンリンナ・キュメンカルタノ州

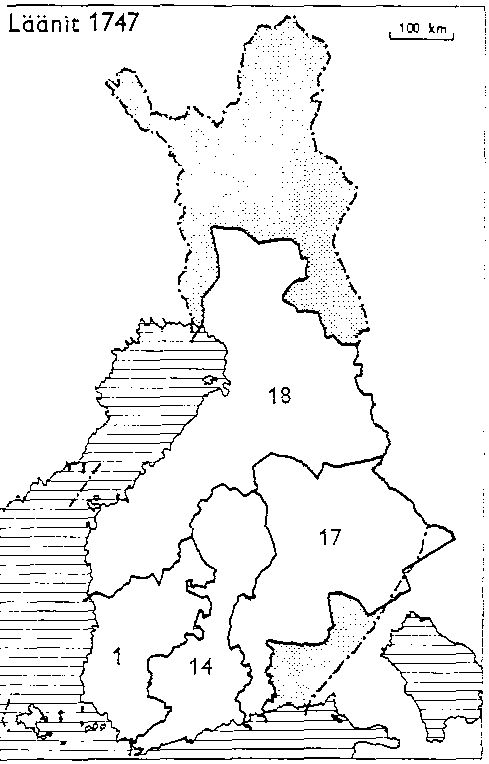
1747年のフィンランドの州（県）：1: トゥルク・ポリ州, 14: ウーシマー・ハメ州, 17: キュメンカルタノ・サヴォ州, 18: ポフヤンマー州

|  |  |

## 歴代知事
- Johan Henrik Friesenheim 1721–1737
- Joachim von Dittmer 1738–1741
- Carl Johan Stiernstedt 1741–1746